# 말보로컵
말보로컵(Marlboro Cup)은 미국에서 1987년에서 1990년 사이에 열렸던 국제축구 대회이다. 필립 모리스 인터내셔널의 담배 브랜드인 말보로가 후원하였다.

## 경기 결과
| 연도       | 개최지       | 우승                                | 준우승                              | 3위                       | 4위                       |
| ---------- | ------------ | ----------------------------------- | ----------------------------------- | ------------------------- | ------------------------- |
| 1987년     | 마이애미     | 미요나리오스 FC                     | 미국                                | 상파울루 FC               | 데포르티보 칼리           |
| 1988년 3월 | 마이애미     | 아틀레티코 나시오날                 | 미국                                | 콜로-콜로                 | 미요나리오스 FC           |
| 1988년 4월 | 샌안토니오   | 클루브 우니베르시다드 데 과달라하라 | 클루브 우니베르시다드 나시오날      | 포트로더데일 스트라이커스 | 알리안사 FC               |
| 1988년 8월 | 뉴욕         | 스포르팅 크리스탈                   | 바르셀로나 SC                       | SL 벤피카                 | 아틀레티코 나시오날       |
| 1988년 8월 | 로스엔젤레스 | 과테말라                            | 클루브 우니베르시다드 데 과달라하라 | 엘살바도르                | 리그 오브 아일랜드 선발팀 |
| 1989년 4월 | 마이애미     | 인데펜디엔테 산타페                 | 미국                                | 아메리카 데 칼리          | 스포르팅 크리스탈         |
| 1989년 6월 | 뉴욕         | 미국                                | 페루                                | SL 벤피카                 | 아메리카 데 칼리          |
| 1989년 7월 | 시카고       | 미국                                | CD 과달라하라                       | 루흐 호주프               | 과테말라                  |
| 1989년 8월 | 로스엔젤레스 | 멕시코                              | 유벤투스 FC                         | 대한민국                  | 미국                      |
| 1990년 2월 | 마이애미     | 우루과이                            | 코스타리카                          | 콜롬비아                  | 미국                      |
| 1990년 2월 | 로스엔젤레스 | 콜롬비아                            | CD 과달라하라                       | 소련                      | 코스타리카                |
| 1990년 5월 | 시카고       | 클루브 아틀라스                     | 콜롬비아                            | 폴란드                    | 코스타리카                |
| 1990년 8월 | 뉴욕         | CR 플라멩구                         | 알리안사 리마                       | 미국                      | 스포르팅 CP               |